# Şəmkir (district)
Şəmkir (ook geschreven als Shamkir) is een district in Azerbeidzjan.
Şəmkir telt 199.000 inwoners (01-01-2012) op een oppervlakte van 1660 km²; de bevolkingsdichtheid is dus 120 inwoners per km².